# 丸濱産業

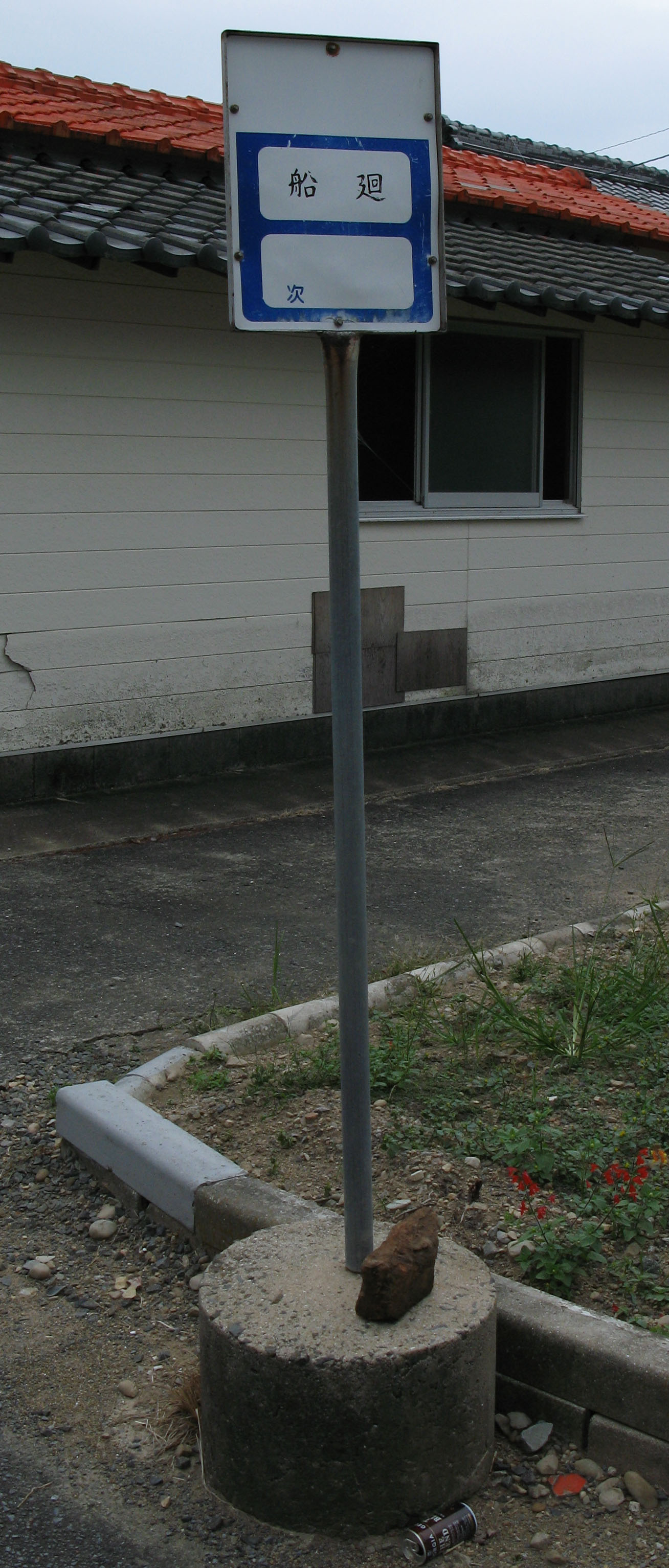
路線バスのバス停

丸濱産業有限会社（まるはまさんぎょう）は、長崎県五島市奈留町に本社を置くバス、タクシー事業者である。バス事業に関しては、奈留島バス（なるしまバス）の通称で呼ばれることが多い。長崎県バス協会会員。

## 路線バス
新ターミナル（奈留島港）を中心として奈留島内に路線を張り廻らせている。以下の路線がある。
矢神線
- 新ターミナル - 営業所前 - 矢神

大串線
- 新ターミナル - 営業所前 - 皺ノ浦

南越線
- 新ターミナル - 営業所前 - 水ノ浦

汐池線
- 営業所前 - 新ターミナル - 椿原 - 汐池

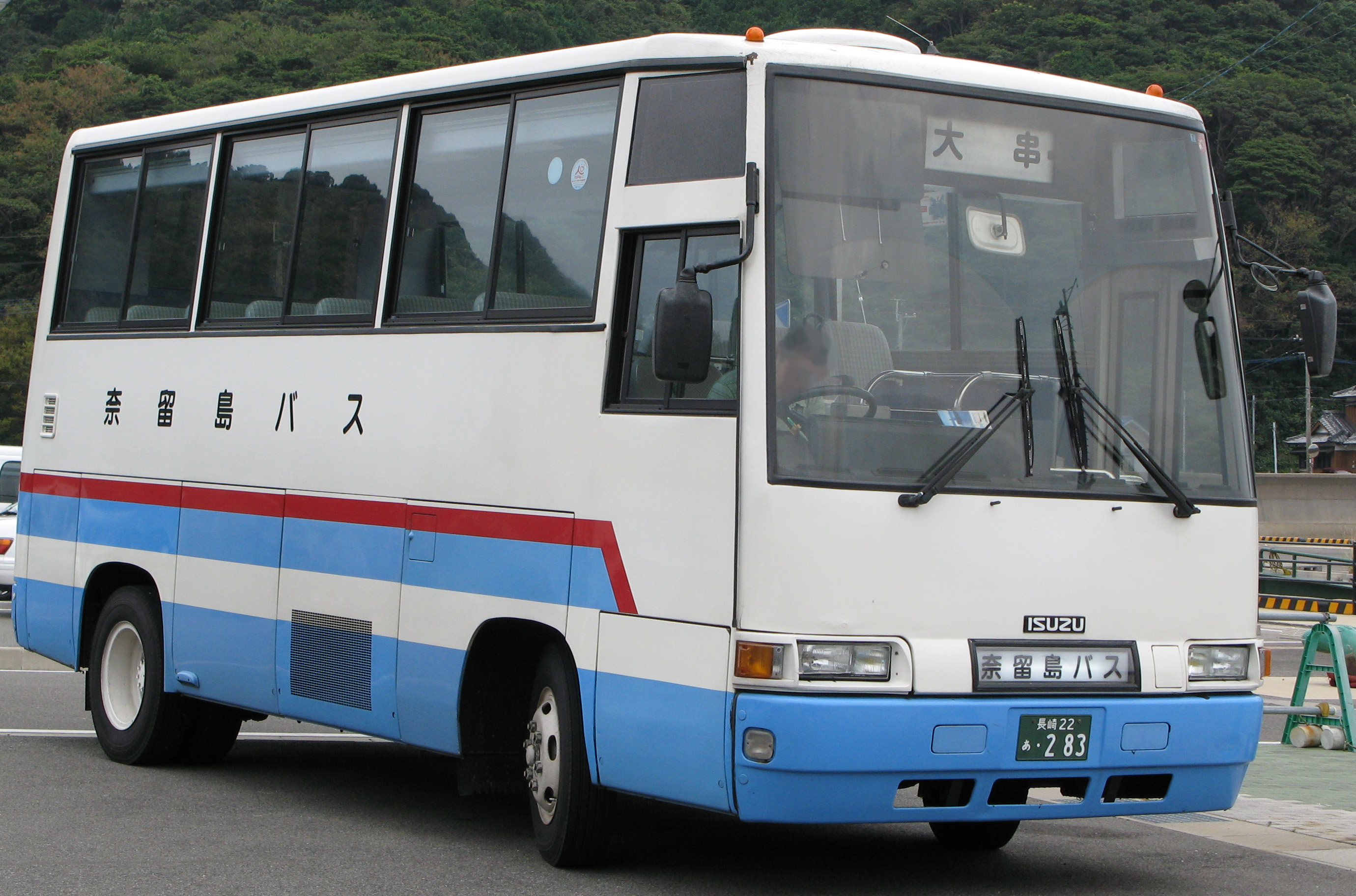
路線バスの車両

令和5年9月30日をもって運行を終了した。